# Toni Boumans
Toni Boumans (Oss, oktober 1944) is een Nederlandse journaliste, documentairemaakster en auteur.

## Biografie
Boumans werd in oktober 1944 geboren in het Brabantse Oss, een paar weken nadat de geallieerden daar de Duitsers verjoegen. Ze werkte vanaf 1973 jarenlang bij de VARA als radio- en tv-journaliste, onder andere voor Zembla.
Boumans schreef vier boeken: een boek over de van moord verdachte Annie E, een boek met interviews van soldaten die ter plekke waren bij de val van Srebrenica, de biografie van Frieda Belinfante en een boek over een Friese familie die betrokken was bij het verzet in de Tweede Wereldoorlog. Haar voorkeur als onderzoeksjournaliste ging altijd naar het verzamelen van materiaal en het doorzoeken van archieven. Het opschrijven van haar bevindingen vond ze uitdagender, omdat ze eerst bij de radio werkte en daarna voor haar televisiewerk alleen de verbindende teksten en voice-overs schreef. Haar boeken worden dan ook gekenmerkt door korte zinnen.
Boumans maakte drie documentaires, waaronder een documentaire over het verloop van de oorlog en bevrijding in haar geboorteplaats Oss. Haar documentaire over kunstenaar en verzetsman Willem Arondeus kreeg een eervolle vermelding van de Nipkowjury. Voor deze documentaire interviewde ze celliste en dirigente Frieda Belinfante in 1989 in haar woonplaats Laguna Beach in Californië. Belinfante was op dat moment de laatste overlevende van het kunstenaarsverzet, dat in 1943 een aanslag op het Amsterdams bevolkingsregister pleegde. Voor de tentoonstelling Explosiegevaar over deze aanslag, was Boumans in 2018 betrokken als adviseur voor het Amsterdamse Verzetsmuseum. Haar gesprekken met Belinfante in 1989 en later in 1994 gebruikte Boumans voor een documentaire over de muzikante, ...maar ik was een meisje (1998), en een biografie, Een schitterend vergeten leven (2015). De documentaire won in 1999 een 'Gouden Beeld' oftewel een 'Nederlandse Academy Award in de categorie Cultuur en daarnaast ook de Eerste prijs en Publieksprijs op het Festival Internazionale Cinema delle Donne in Turijn 2000. Op 4 oktober 2021 was Boumans een van de sprekers bij De 4e Geschiedenisles die je nooit hebt gehad in De Rode Hoed. Ze gaf daar een 'geschiedenisles' over Frieda Belinfante.
Boumans is weduwe van journalist, programmamaker en auteur Wim Kayzer, met wie ze in 1979 een radiodocumentaire maakte over de van moord verdachte Annie E. Samen schreven ze ook het eerder genoemde boek over deze zaak.

## Radioprogramma's
- 1979 - De zaak Annie E., met Wim Kayzer, VARA. Een achtdelige radiodocumentaire over de van moord verdachte Annie E.
- 1980 (12 september) - Interview met Renate Rubinstein, VARA.
- 1990 (15 mei) - Boumans te gast bij het programma De Radiovereniging, VPRO. Interviews met (oud)radiomakers.

## Documentaires
- 1990 - Na het feest, zonder afscheid verdwenen, Frame Mediaprodukties. Over verzetsstrijder Willem Arondeus. De documentaire kreeg in 1990 een eervolle vermelding van de Nipkowjury.[4]
- 1995 - In Oss is niks gebeurd, VARA. Documentaire over het verloop van de oorlog en bevrijding in Oss.
- 1998 - ...maar ik was een meisje, Frame Mediaprodukties. Over dirigente Frieda Belinfante. Engelse titel: ...But I Was a Girl: The Story of Frieda Belinfante